# Qinglian, Chongqing
Qinglian är en köping i sydvästra Kina. Den ligger i Fengjie härad i storstadsområdet Chongqing, omkring 310 kilometer nordost om det centrala stadsdistriktet Yuzhong. Antalet invånare är 26 969. Befolkningen består av 12 955 kvinnor och 14 014 män. Barn under 15 år utgör 19,0 %, vuxna 15-64 år 66 %, och äldre över 65 år 13,0 %.